# Turci
Turcii (în limba turcă: Türkler) sunt un grup etnic ce trăiește, în principal, în Anatolia, Cipru și Europa de sud. În multe țări ale lumii, există o mare diasporă turcească, în special în țările europene, iar în acest sens, mai ales în Germania. Majoritatea turcilor trăiesc pe teritoriul, fondat în 1923 de Mustafa Kemal numit Republica Turcia, succesorul Imperiului Otoman, în care, printre alte grupuri etnice alcătuiesc majoritatea populației.